# Il canto sospeso
Il canto sospeso (La Cançó Suspesa) és una cantata per a veus solistes, cor mixt, i orquestra del compositor italià Luigi Nono, escrits durant els anys 1955–56. L'obra és un dels exemples més rellevants de composició serial dels anys 50, tot i que també va suscitar certa controvèrsia per la relació entre el seu contingut polític i els mètodes compositius que s'hi utilitzen.

## Història
El títol Il canto sospeso suggereix diferents interpretacions, ja que la paraula sospeso també es pot traduir a "flotant" o "interrompuda". El títol està extret de l'edició italiana del poema "If We Die" de Ethel Rosenberg. Juntament amb el seu marit Julius Rosenberg, van ser jutjats i condemnats a mort als Estats Units per espionatge i filtratge de secrets nuclears a la Unió Soviètica. La seva execució el 19 de juny de 1953 va provocar una onada d'indignació a Europa. La frase de l'edició original anglesa és: the song unsung (Nielinger 2006, 87).
Nono va treure els texts de l'obra d'una antologia de Giulio Einaudi, publicada l'any 1954 sota el nom de Lettere di condannati a morte della Resistenza europea. Aquesta col·lecció contenia cartes de despedida de soldats de la resistència europea que van ser capturats i executats pel règim Nazi. La partitura està dedicada "a tutti loro" (a tots ells) (Nielinger 2006, 85). L'obra es va estrenar a Colònia el dia 24 d'octubre de 1956 sota la direcció de Hermann Scherchen. Es va tornar a interpretar quatre anys més tard al 23è Festival de Música Contemporania de la Biennal de Venècia, aquest cop sota la direcció de Bruno Maderna (Mila 1975, 382; Nielinger 2006, 83). Aquesta interpretació, el 17 de setembre de 1960, es va enregistrar per a la ràdio però no va ser fins a l'any 1988 que va distribuir-se, com a primera gravació de l'obra distribuïda comercialment.
Quatre anys després de completar la peça, Nono va recuperar-ne el quart moviment per incorporar-lo íntegrament a la seva òpera Intolleranza 1960 (Nielinger 2006, 83).

## Instrumentació
Il canto sospeso està arranjada per cantants solistes (soprano, alto i tenor), cor mixt i orquestra amb els següents instruments:
- 4 flautes
- 2 oboès
- 3 clarinets
- 2 fagots
- 6 trompes
- 5 trompetes
- 4 trombons
- 3 timbales
- Percussió (5 caixes, 5 platets, glockenspiel, 12 campanes, marimbàfon, vibràfon i xilòfon)
- 2 arpes
- Celesta
- Primers violins
- Segons violins
- Violes
- Violoncels
- Contrabaixos

## Anàlisi

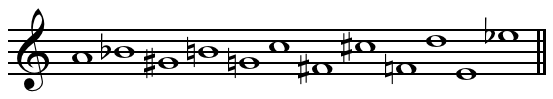
Sèrie "wedge" que conté tots els intervals possibles i que s'utilitza en l'elaboració de Il canto sospeso

L'obra es divideix en nou moviments d'instrumentació variant:
- I (amb orquestra sola)
- II (amb només cor mixt)
- III (amb solo de soprano, alto i tenor, i orquestra)
- IV (amb orquestra sola)
- V (amb solo de tenor i orquestra)
- VI (amb cor mixt i orquestra)
- VII (amb solo de soprano i cor mixt)
- VIII (amb orquestra sola)
- IX (amb cor mixt i timbales)

Els moviments es poden agrupar en tres fragments més amplis que contenen quatre, tres i dos moviments respectivament i que estan separats per una pausa (Mila 1975, 283).
En l'alternança de parts instrumentals, corals i solistes, i en altres detalls d'estructura interna, Il canto sospeso recorda a una cantata o a una missa Barroca. Tot i no tractar-se d'una composició neoclàssica, els ideals de l'escola de Darmstadt -amb els quals s'identificava Nono en aquell moment- compartien la cerca de puresa, ordre i objectivitat amb l'estètica neoclàssica (Fox 1999, 122–23). El mateix Nono es va referir a l'obra com una "cantata" (Nielinger 2006, 86).
Per al material tonal, Il canto sospeso utilitza la sèrie de dotze tons que comprèn tots els intervals possibles (també anomenada sèrie "wedge" perquè presenta els intervals en ordre expansiu). Es tracta d'una sèrie simètrica, on la retrògrada és idèntica a la sèrie bàsica trasposada un tríton (Mila 1975, 384; Bailey 1992, 281; Fox 1999, 119, 121).

## Recepció pública
Il canto sospeso es considera una obra mestra del serialisme, i provoca admiració per la capacitat de desenvolupar una gran varietat d'idees compositives a través del mètode serial (Nielinger 2006, 88–89, 136). També s'argumenta que el contingut expressiu de l'obra no s'assoleix en obres posteriors del compositor (Fox 1999, 127).
Tot i l'èxit de l'estrena de Colònia el 24 d'octubre de 1956 sota la direcció de Hermann Scherchen, la referència directa als crims del nazisme va ser subjecte de controvèrsia en un moment en què aquests temes no es tractaven obertament a Alemanya (Nielinger 2006, 83). En la ressenya del concert (on també es van interpretar les obres per orquestra opp. 6 i 10 d'Anton Webern i Friede auf Erden d'Arnold Schönberg), Herbert Eimert va argumentar que Il canto sospeso havia causat "probablement la impressió més significativa d'entre les obres orquestrals dels compositors de les noves generacions fins al momenT […] Aquesta obra per sí sola és suficient per legitimar l'enigmàtic "llegat de Webern" d'una vegada per totes" (Eimert 1956, translated in Nielinger 2006, 84–85).
L'elecció dels texts, però, va provocar una discrepància dilatada sobre la pertinència dels mètodes compositius de l'obra i el seu contingut polític, particularment en el context que havia posat sobre la taula la recent publicació de "Das Altern der neuen Musik" de Theodor Adorno. En aquest llibre, Adorno associa el serialisme integral amb els règims totalitaris, argument que es pot resumir en la famosa frase, "escriure poesia després d'Auschwitz és bàrbar" (Nielinger 2006, 83, 89). Els bàndols d'aquest debat es distribuïen majoritàriament entre fronteres nacionals, entre Alemanya Occidental i Itàlia. Heinz-Klaus Metzger atacava Nono identificant-lo com a "un Pfitzner serial" que utilitza certs texts "per presentar-los al proper festival important i rebre l'aplaudiment de la burgesia complaguda" (Metzger 1980, 120–21). Per altra banda, Massimo Milla defensà Nono contra els atacs de Metzger (Nielinger 2006, 92–93).
En almenys una ocasió, l'oposició a l'obra de Nono va sobrepassar les paraules. Un atac bomba terrorista a l'Oktoberfest de Múnic el 26 de setembre de 1980 va provocar la mort de 13 persones i en va ferir més de 200. Es creu que es va programar per coincidir amb la interpretació de Il canto sospeso, que va acabar cancel·lant-se a causa de l'atac. Es creu que el contingut polític de l'obra, més que l'ús del serialisme integral, va ser l'element provocador de l'atac (Bailey 1992, 279–80).Encara que hagin quedat a segon pla pel debat polític, la peça conté molt aspectes compositius que han sigut subjecte d'anàlisi a: Unger 1958, Stockhausen 1958, Mila 1960, Smith Brindle 1961, Ekbom & 1962–63, Gentilucci 1967, Huber 1981, Stoianova 1987, Balázs 1987, Bailey 1992, Hercher 1997, Fox 1999, Motz 1996, Motz 1999, Hermann 2000, Feneyrou 1993, Feneyrou 2002, Nielinger 2006, Okuneva 2012.